# 新港街道 (淮安市)
新港街道，是中华人民共和国江苏省淮安市清江浦区下辖的一个乡镇级行政单位。

## 行政区划
新港街道下辖以下地区：
御西社区和团结社区。